# Nesanica
Nesanica (lat. insomnia) nedovoljno je spavanje. Dijeli se prema vrsti poremećaja spavanja i trajanju.
Nesanica se dijeli na:
- teškoće uspavljivanja (nesanica na početku spavanja)
- učestalo i stalno buđenje (teškoće održavanja spavanja)
- trajnu pospanost unatoč odgovarajućoj duljini spavanja (neodmarajuće spavanje)

## Vrste nesanice po trajanju
- Prolazna nesanica je nesanica koja traje od jedne do nekoliko noći (u okviru jedne epizode). Prolazna nesanica je obično posljedica stresa ili promjena radnog ili okolinskog rasporeda, npr. promjena vremenskih zona prilikom putovanja.
- Kratkotrajna nesanica traje od nekoliko dana do 3 tjedna. Poremećaji takva trajanja obično su uzrokovani produljenim stresom, kao što je oporavak od kirurškog zahvata ili kratkotrajne bolesti, nakon teškog ispita, smrti bliske osobe, početka rada na novom ili odgovornijem radnom mjestu itd.
- Dugotrajna nesanica traje mjesecima ili godinama i obično je odraz psihijatrijskih ili dugotrajnih zdravstvenih poremećaja, lijekova ili osnovnih poremećaja spavanja. Dugotrajna nesanica može biti trajna ili s izmjenama epizoda nesanice i urednog spavanja. Nekoliko noći slabog spavanja, obično uzrokovane stresom ili uzbuđenjem, uobičajena je i česta pojava i ne ostavlja trajnih posljedica na čovjeka. Dugotrajna nesanica, međutim, ima znatne štetne posljedice u obliku nemogućnosti obavljanja dnevnih obveza, poremećaja raspoloženja, poremećaja odnosa u obitelji i povećanja rizika od dnevnih ozljeda uzrokovanih smanjenom pozornošću i oprezom zbog pospanosti.

## Vrste nesanice po uzroku

### Psihofiziološka nesanica
Dugotrajna nesanica ovog tipa je poremećaj ponašanja pri kojem su bolesnici zaokupljeni očekivanjem da ne mogu zaspati. Poremećaj spavanja obično počinje kao posljedica emocionalnog stresa te se nastavlja dugo nakon što stresno razdoblje završi. Osobe koje pate od ovog poremećaja previše su zaokupljene trajnim nastojanjem da zaspu i ova nesanica je, prema tome, uvjetovan ili naučen odgovor. Osobe s ovim poremećajem lakše zaspu u vrijeme kada se ne trude zaspati i izvan kuće. Kod ovih je bolesnika izražena teškoća usnivanja, a često i noćna buđenja. U liječenju su obično korisne vježbe opuštanja u osoba kod kojih je izražena jaka tjelesna napetost. U početku liječenja mogu se uzimati lijekovi za potpomaganje usnivanja, ali samo kratkotrajno.
Pozornost se mora posvetiti i izvanjskim učincima i higijeni spavanja te izbjegavanju štetnih, podražujućih podražaja prije spavanja.

### Vanjskanesanica
Vanjski čimbenici mogu uzrokovati nesanicu. Prilagodbeni poremećaji spavanja koji se još nazivaju privremena nesanica uzrokovana okolinom, mogu se pojaviti nakon promjene okoline u kojoj spavamo (npr. pri spavanju u hotelu ili bolničkom krevetu) te prije ili poslije važnog događaja u životu, kao što su promjena zanimanja, gubitak voljene osobe, bolest ili stres zbog rokova na poslu ili ispita, nekog važnog događaja koji iščekujemo (vjenčanje, prva vožnja avionom, putovanje). Poremećaj se može iskazati kao otežano uspavljivanje, često buđenje ili buđenje rano ujutro. Oporavak je obično vrlo brz i nastupa nakon 2  – 3 tjedna.
Neodgovarajuća higijena spavanja odnosi se na neodgovarajući način ponašanja prije spavanja i/ili okolinu koja je nepovoljna za spavanje. Npr. neki bolesnici pokušavaju spavati ispred televizije koju ostavljaju upaljenu cijelu noć ili pokušavaju zaspati neposredno nakon dolaska s posla u ponoć. Buka i/ili svjetlost može utjecati na nemogućnost uspavljivanja, a isto tako i partner s kojim se spava ako za vrijeme spavanja povremeno ima trzaje noge ili tijela ili ako glasno hrče.
Satovi kojima svijetle kazaljke ili brojke mogu razbuditi bolesnika i povećati nervozu jer bolesnik gleda kako prolazi vrijeme, kasno je, a on/ona ne može zaspati. Različiti lijekovi, obilna jela, naporno vježbanje ili tuširanje u vrućoj vodi neposredno prije spavanja mogu omesti usnivanje.
Osobe s ovim poremećajem spavanja trebaju razviti opuštajuće rituale prije spavanja te pripremiti i očuvati ugodnu okolinu za spavanje. Isto tako bi i vrijeme buđenja trebalo biti jednako. Trebalo bi izbjegavati neredovito odlaženje na spavanje, a vrijeme u krevetu ograničiti na vrijeme za koje se spava.

### Visinska nesanica
Boravak na velikim visinama uobičajeno je povezan s poremećajima spavanja. Čest je poremećaj tzv. periodično disanje za koje je odgovorna smanjena koncentracija kisika na velikim visinama. Česta buđenja i loša kvaliteta spavanja tipični su za visinsku nesanicu koja je obično najteža prvih nekoliko dana, ali takvo stanje može i potrajati. Određenim vrstama lijekova moguće je spriječiti pojavu visinske nesanice